# Burg Eresing
Die Burg Eresing ist eine abgegangene Wasserburg in Eresing im Landkreis Landsberg am Lech in Bayern. Die Anlage wird als Bodendenkmal unter der Aktennummer D-1-7932-0010 im Bayernatlas als „Burgstall des Mittelalters und der frühen Neuzeit ("Hofmarkschloss Eresing")“ geführt.

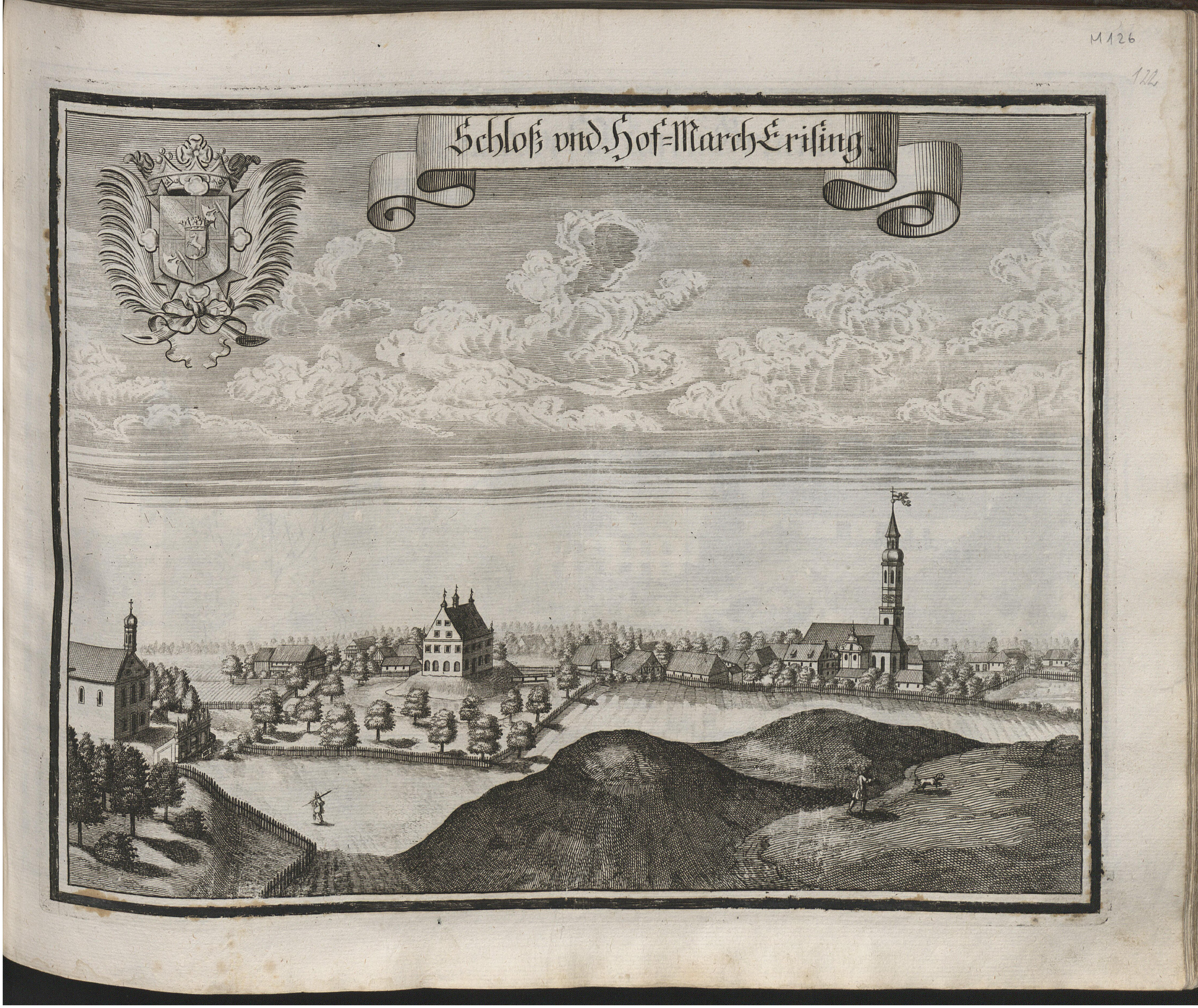
Schloss Eresing nach einem Stich von Michael Wening (um 1726)

## Geschichte
Von 1190 bis Ende des 16. Jahrhunderts wird ein Ortsadel von Eresing erwähnt.

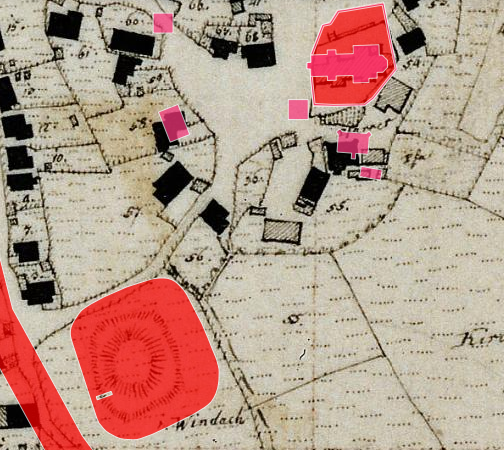
Lageplan von Burg Eresing auf dem Urkataster von Bayern

## Beschreibung
Von dem Wasserburgstall sind untertägige Reste der Burg und des abgegangenen Hofmarksschlosses erhalten, ebenso Reste des Wassergrabens an der Nord-, Ost- und Südseite des Burghügels. Auf dem Burghügel steht heute ein rezent errichtetes Gebäude.